# Adam Darski
Adam Michał Darski, (* 10. června 1977 Gdyně) uměleckým jménem Nergal, je polský metalový hudebník a televizní osobnost, frontman black/deathmetalové kapely Behemoth.

## Vystoupení hostů a další práce
- Mastiphal – Nocturnal Landscape (1994; bubeník)
- Hermh – Crying Crown of Trees (1996; baskytara)
- December's Fire – Vae Victis (1996; vokály)
- Hell-Born - Hell-Born (EP) (1996, vokály)
- Damnation – Coronation (1997; baskytara)
- Hefeystos – Psycho Cafe (1998; vokály)
- Hell-Born - Hellblast (2001, vokály)
- Hangover – Terrorbeer (2002; vokály)[1]
- Vader – Revelations (2002; vokály)[2]
- Mess Age – Self-Convicted (2002; vokály)[3]
- Corruption – Orgasmusica (2003; vokály)[4]
- Sweet Noise – Revolta (2003; vokály)[5]
- Frontside – Teoria Konspiracji (2008; vokály)[6]
- The Amenta – n0n (2008; vokály)[7]
- Ex Deo – Romulus (2009; vokály)[8]
- Obscura - Retribution (2010, spisovatel)
- Vulgar – The Professional Blasphemy (2010; vokály)[9]
- Czesław Śpiewa – Pop (2010; vokály)[10]
- Root – Heritage of Satan (2011; vokály)[11]
- Voodoo Gods – Shrunken Head[12] (2012; vokály)
- Grzegorz Skawiński – Me & My Guitar (2012; kytara )[13]
- Maciej Maleńczuk – Psychocountry (2012; vokály)[14]
- Ørganek - Czarna Madonna (2016, doprovodné vokály)
- Brides of Lucifer – Brides of Lucifer (2018, skladatel)
- Mayhem - De Mysteriis Dom. Sathanas (reedice vinylu) (2020, rozhovor)
- Rome – The Lone Furrow (2020; vokály)[15]
- Hell-Born - Natas Liah (2021, vokály)
- Ibaraki - Rashomon (2022; vokály)